# Spirits!
『Spirits!』（スピリッツ）は、HOUND DOGが1984年に行ったメンバー交代を経て1985年8月25日にリリースした7枚目のオリジナル・アルバム。

## 解説
デビュー6年目を迎え、アルバムと同時発売された初の大ヒットシングル「ff(フォルティシモ)」を含む全10曲。先行シングルは初の12inchシングルKnock Me Tonight／Bad Boy Blues」。作詞に初参加となる松尾由紀夫、『POWER UP!』以来の参加である松井五郎を迎えた。当時、大友は松井が安全地帯のメンバーだと誤解していて、松井があいさつした際に少し冷たい態度をとった。
これまでのレコードが全く売れないことを打破する策を検討するミーティングで蓑輪単志が「今のメンバーだったらできることがある」と言ったことで、彼が全曲の編曲を担うことになった。

## 収録曲
全編曲：蓑輪単志（5のみHOUND DOG）
1. ff(フォルティシモ)　[4:44]
  - 作詞：松尾由紀夫
  - 作曲：蓑輪単志
2. Bad Boy Blues　[5:29]
  - 作詞：大友康平
  - 作曲：蓑輪単志
3. エンドレス・サマー　[4:55]
  - 作詞：松尾由紀夫
  - 作曲：八島順一
4. Magic　[3:33]
  - 作詞：松井五郎
  - 作曲：蓑輪単志
5. Over Heat　[4:24]
  - 作詞：松井五郎
  - 作曲：八島順一・蓑輪単志
6. Knock Me Tonight　[4:23]
  - 作詞：大友康平
  - 作曲：八島順一
7. Danger　[4:09]
  - 作詞：松井五郎
  - 作曲：蓑輪単志
8. ラスト・シーン　[5:45]
  - 作詞：松井五郎
  - 作曲：八島順一
9. ダンスでロマンス　[3:42]
  - 作詞：大友康平
  - 作曲：八島順一
10. Long-Good Bye　[4:36]
  - 作詞：松井五郎
  - 作曲：蓑輪単志

## ミュージシャン

### HOUND DOG
- 大友康平：リードボーカル
- 八島順一：ギター
- 西山毅：ギター
- 蓑輪単志：キーボード
- 鮫島秀樹：ベース
- 橋本章司：ドラム

### アディショナル・ミュージシャン
- 古村敏比古：サクソフォーン
- 金子飛鳥ストリングス：ストリングス